# Mervyn Bennion
Mervyn Sharp Bennion (Vernon, 5 maggio 1887 – Pearl Harbor, 7 dicembre 1941) è stato un militare statunitense.
Per l'eroismo dimostrato durante l'Attacco di Pearl Harbor fu insignito postumo della Medal of Honor, la più alta decorazione militare assegnata dal Governo degli Stati Uniti.

## Biografia
Membro della Chiesa di Gesù Cristo dei santi degli ultimi giorni, suo nonno Welsh assieme ad altri pionieri mormoni emigrò in Utah, fondando un allevamento di bestiame di successo vicino a Taylorsville. Bennion si diplomò, terzo del suo corso, all'Accademia navale di Annapolis nel 1910.
Anche suo fratello Howard intraprese la carriera militare, diplomandosi due anni dopo, primo in corso, alla Accademia Militare degli Stati Uniti.
Dopo il diploma, il primo incarico di Bennion fu come ingegnere sulla California.
Si specializzò nell'uso dell'artiglieria navale. Durante la prima guerra mondiale gli fu affidato il comando delle batterie della North Dakota.
La prima nave sotto al comando di Bennion fu la Bernadou, successivamente gli fu affidato il comando del Destroyer Division One, squadrone di cacciatorpediniere di stanza nel Oceano Pacifico.
Il 2 luglio 1941 fu nominato comandante della corazzata West Virginia.

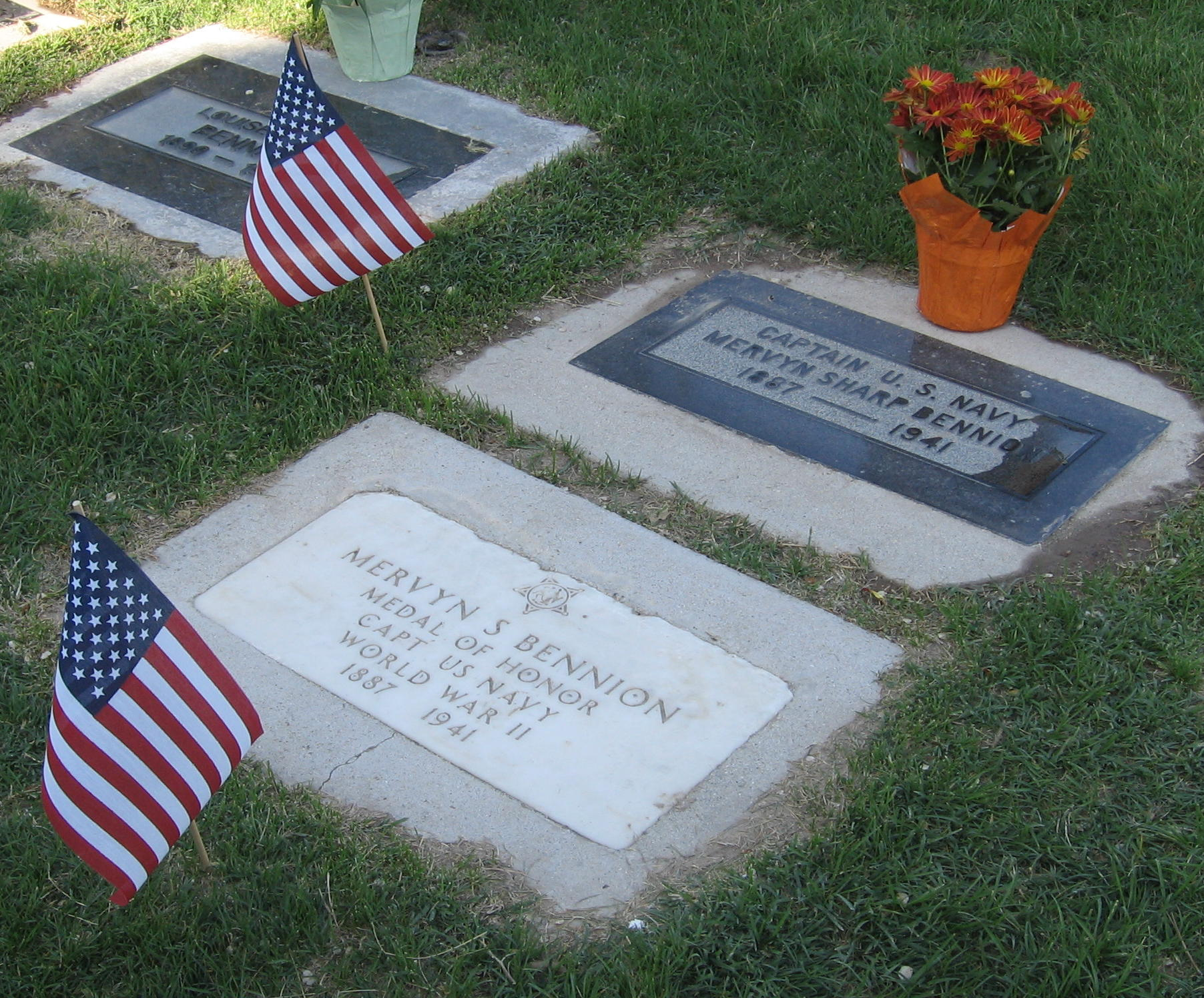
La tomba di Mervyn S. Bennion nel cimitero di Salt Lake City

### Attacco di Pearl Harbor
Durante l'attacco di Pearl Harbor una bomba colpì il ponte di comando della West Virginia, dove in quel momento si trovava il capitano Bennion, che rimase gravemente ferito all'addome da una scheggia.
Alcuni marinai, tra cui l'aiuto-cuoco Doris Miller, tentarono di spostare il capitano per portarlo ad una stazione di pronto soccorso, ma Bennion si rifiutò di lasciare il proprio posto.
Tenendosi chiuse le ferite con un braccio, continuò a comandare il suo equipaggio mentre lentamente moriva dissanguato.
"Per il suo elevato senso del dovere, lo straordinario coraggio, ed il completo sprezzo della propria vita", fu insignito postumo della Medal of Honor. La sua salma fu tumulata nel cimitero di Salt Lake City, nello Utah.

## Navi che portano il suo nome
- USS Bennion (DD-662), varata il 4 luglio 1943 dalla vedova di Bennion.

## Nei media
Nel film Pearl Harbor del 2001 il ruolo del capitano Bennion era di Peter Firth.